# Necrophoresis

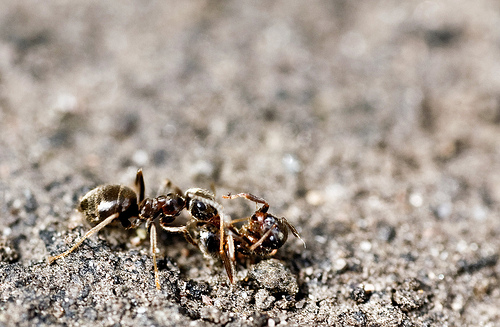
Một con kiến vườn đen (Lasius niger) thực hiện hành vi khiêng xác.

Khiêng xác là một hành vi được ghi lại và thường thấy ở loài kiến và một số loài côn trùng khác. Tập tính này giúp cho tổ của các loài kiến được bảo vệ khỏi sự phân huỷ của những cá thể đã chết. Kiến phân biệt được những con sống hay đã chết bằng những hoá chất hiện hữu trong cá thể sống, hoặc những hợp chất được sinh ra trong quá trình phân huỷ.
Trong các tổ kiến, việc này đôi khi được thực hiện riêng bởi một số con kiến thợ. Axit oleic, hợp chất được tạo ra khi một con kiến chết đi, được cho là tác nhân kích thích hành vi này ở loài kiến Atta mexicana. Trong khi đó, ở loài Linepithema humile, những con kiến thợ lại dựa vào những hợp chất tồn tại trong những cá thể sống là dolichodial và iridomyrmecin.